# Dora Bakoyianni
Dora Bakoyannis (en griego: Ντόρα Μπακογιάννη, Dora Bakoyianni) (6 de mayo de 1954) es una política griega. Fue sucesivamente Ministra de Cultura y de Relaciones Exteriores de Grecia, siendo este el cargo más importante ocupado hasta ahora por una mujer en Grecia. También fue presidente en funciones de la Organización para la Seguridad y la Cooperación en Europa (OSCE). Fue alcaldesa de Atenas desde 2003 hasta 2006; la primera mujer en la historia de la ciudad y también la primera alcaldesa de una ciudad que organizaba los Juegos Olímpicos. Fue expulsada de partido conservador Nueva Democracia, pero recientemente se unió de nuevo al mismo con vistas a las elecciones parlamentarias de Grecia de junio de 2012. 
Es hija de Marika Giannoukoudel y del veterano político griego Constantinos Mitsotakis, ex primer ministro de Grecia y antiguo líder del principal partido político de la derecha griega, Nueva Democracia.

## Carrera política
En las elecciones al Parlamento griego de noviembre de 1989, Bakoyannis ganó el escaño de su difunto marido en el distrito electoral de Evrytania, siendo reelegida en las elecciones de 1990. Sirvió como subsecretaria de Estado después de que su padre fuera elegido como primer ministro de Grecia. Desde septiembre de 1991 hasta agosto de 1992, trabajó en la Secretaría General de Relaciones Internacionales representando a su partido, Nueva Democracia. Fue miembro tanto de la Unión Democrática Europea como de la Unión Democrática Internacional. Fue ministra de Cultura desde diciembre de 1992 hasta las elecciones de 1993, en las que fue reelegida como parlamentaria por Nueva Democracia.
El 29 de abril de 1994, Dora Bakoyannis fue elegida miembro del Comité Central de Nueva Democracia durante el tercer congreso del partido. En las elecciones de 1996, Bakoyannis fue candidata por primera vez en el Primer distrito electoral de Atenas, siendo de nuevo elegida y con el mayor número de votos, un hecho que se repetiría en las elecciones de 2000. El 22 de marzo de 1997 fue reelegida para el Comité Central de Nueva Democracia durante el Cuarto Congreso. Por dos mandatos presidió la Comisión Ejecutiva del partido. En septiembre de 1997 fue designada para la Sección para el Desarrollo del líder del Partido, Kostas Karamanlis, y en mayo de 2000 fue nombrada Subsecretaria de Relaciones Exteriores y Defensa. Fue la primera mujer elegida como alcaldesa de Atenas entre 2002 y 2006.
Desde 2006 hasta 2009 fue Ministra de Relaciones Exteriores de Grecia, el más alto cargo que había ocupado una mujer en el gobierno griego, puesto que retuvo tras las elecciones de 2007, en las que volvió a ser la más votada en el primer distrito electoral de Atenas. Como Ministra de Relaciones Exteriores asumió la presidencia rotativa del Consejo de Seguridad de las Naciones Unidas en septiembre de 2006, debiendo tratar tanto las tensiones internacionales sobre los programas nucleares de Irán y Corea del Norte como el frágil alto el fuego obtenido por las Naciones Unidas en Líbano.  
Durante su mandato promovió la cooperación con los demás países balcánicos, donde las empresas griegas estaban invirtiendo; viajó a Oriente Medio colaborando en la resolución de diversos problemas y asistió a las reuniones de la Organización para Seguridad y Cooperación en Europa, discutiendo los acontecimientos en la región. Promovió también la ratificación del Tratado de Lisboa en el Parlamento Griego y apoyó el programa de Nicolas Sarkozy para la Unión del Mediterráneo. Sin embargo, no pudo llegar a una conciliación con Turquía sobre el problema de Chipre ni con la República de Macedonia acerca de la denominación que ésta debía adoptar. 
Después de la derrota de Nueva Democracia en las elecciones de 2009 y la posterior dimisión de Karamanlis como líder del partido, Dora Bakoyannis presentó su candidatura a la presidencia del mismo. Fue derrotada por Antonis Samaras en las elecciones directas del 29 de noviembre de 2009.
El 6 de mayo de 2010 votó a favor del paquete de austeridad presentado por el partido gobernante, el PASOK, siendo por ello expulsada de Nueva Democracia.
En noviembre de 2010, Dora Bakoyannis fundó un nuevo partido, la Alianza Democrática, junto con otras 5.000 personas que firmaron la declaración de fundación. La Alianza Democrática es un movimiento basado en los valores y principios del liberalismo y la justicia social. El partido llegó a contar con cinco parlamentarios expulsados de Nueva Democracia antes de las elecciones de mayo de 2012, en las que no obtuvo representación alguna.

## Premios
En marzo de 1992 el Centro Internacional de la Mujer, concedió a Dora Bakoyannis el premio "International Leadership Award". En junio de 1993 el 14 Simposio Internacional "Fontana di Roma" le concedió una distinción como figura destacada en el área de la Cultura.
En 2003, a invitación del Presidente de la Comisión Europea Romano Prodi, Dora Bakoyannis participó en una mesa redonda para presentar propuestas sobre el carácter social, la identidad cultural y el futuro económico de la nueva Europa.
En diciembre de 2005 recibió el Premio Alcalde del Mundo en el concurso anual de la organización "World Mayor". Bakoyannis fue la ganadora entre las candidaturas de 550 alcaldes de todo el mundo. 
En 2008 la prefectura de Tirol y la ciudad de Innsbruck le concedieron el premio Maximilian Award - European Award for Regional Policy and Local Government. La revista Forbes incluyó a Dora Bakoyannis en el catálogo de las 100 mujeres más influyentes del mundo en los años 2006, 2007 y 2008.
En 2009, Bakoyannis fue la primera mujer que recibió el título de Socio Extranjero de la Academia Francesa de Ciencias Humanas y Políticas. Dos días antes, en Salzburgo, se le concedió el título de Senadora de Honor de la Academia Europea de las Ciencias y las Artes. En 2010 fue nombrada miembro de la Orden de la Legión de Honor por la República Francesa.